# Matthias Looß
Matthias Looß (ur. 17 sierpnia 1975 w Marienbergu) – niemiecki narciarz, specjalista kombinacji norweskiej, zwycięzca Letniego Grand Prix w kombinacji norweskiej.

## Kariera
Po raz pierwszy na arenie międzynarodowej Matthias Looß pojawił się w sezonie 1994/1995 Pucharu Świata B. W cyklu tym startował do sezonu 2000/2001, najlepsze wyniki osiągając w edycji 1995/1996, którą ukończył na ósmym miejscu w klasyfikacji generalnej. W zawodach tego cyklu pięciokrotnie stawał na podium, w tym 30 listopada 1996 roku w Bardu, 8 stycznia 2000 roku w Garmisch-Partenkirchen oraz 20 stycznia 2001 roku w Klingenthal zwyciężał w zawodach metodą Gundersena.
W 1997 roku wystąpił na Mistrzostwach Świata w Trondheim wspólnie z Jensem Gaiserem, Georgiem Hettichem i Jensem Deimelem zajmując szóste miejsce w zawodach drużynowych. Rok później, podczas Igrzysk Olimpijskich w Nagano Looß zajął indywidualnie 32. miejsce w zawodach metodą Gundersena, a razem z Deimelem, Ronnym Ackermannem i Thorstenem Schmittem ponownie uplasował się na szóstej pozycji w sztafecie. W lecie 1998 roku osiągnął swój największy sukces zwyciężając w klasyfikacji końcowej pierwszej edycji Letniego Grand Prix w kombinacji norweskiej. Niemiec zwyciężył w obu konkursach indywidualnych i w klasyfikacji wyraźnie wyprzedził Jensa Gaisera i Felixa Gottwalda z Austrii, którzy zajęli ex aequo drugie miejsce.
W Pucharze Świata zadebiutował 29 grudnia 1996 roku w Oberwiesenthal, gdzie zajął 47. miejsce w Gundersenie. Pierwsze pucharowe punkty zdobył 11 stycznia 1997 roku w Saalfelden am Steinernen Meer plasując się na 19. pozycji w Gundersenie. Najlepsze wyniki w PŚ osiągnął w sezonie 1997/1998, który ukończył na dwudziestej pozycji. Z kolei najlepsze wyniki w zawodach Pucharu Świata osiągnął 29 grudnia 1997 roku w Oberwiesenthal, 15 marca 1997 roku w Oslo oraz 3 stycznia 1998 roku w Schonach, kiedy to zajmował ósmą pozycję. Ostatni oficjalny występ zaliczył 10 marca 2001 roku w Oslo, gdy  w zawodach Pucharu Świata rywalizację ukończył na 42. pozycji. W 2001 roku zakończył karierę.

## Osiągnięcia

### Igrzyska Olimpijskie
| Miejsce | Dzień     | Rok  | Miejscowość | Konkurencja          | Wynik zwycięzcy | Strata      | Zwycięzca        |
| ------- | --------- | ---- | ----------- | -------------------- | --------------- | ----------- | ---------------- |
| 32.     | 14 lutego | 1998 | Nagano      | Gundersen K-90/15 km | 41:21.1 min     | +5:33.1 min | Bjarte Engen Vik |
| 6.      | 20 lutego | 1998 | Nagano      | Sztafeta K-90/4x5 km | 54:11.5 min     | +2:10.5 min | Norwegia         |

### Mistrzostwa świata
| Miejsce | Dzień     | Rok  | Miejscowość | Konkurencja          | Wynik zwycięzcy | Strata      | Zwycięzca     |
| ------- | --------- | ---- | ----------- | -------------------- | --------------- | ----------- | ------------- |
| 42.     | 22 lutego | 1997 | Trondheim   | Gundersen K-90/15 km | 43:43.1 min     | +8:22.1 min | Kenji Ogiwara |
| 6.      | 23 lutego | 1997 | Trondheim   | Sztafeta K-90/4x5 km | 52:18.0 min     | +3:06.2 min | Norwegia      |

### Puchar Świata

#### Miejsca w klasyfikacji generalnej
- sezon 1996/1997: 32.
- sezon 1997/1998: 20.
- sezon 1999/2000: 40.
- sezon 2000/2001: 47.

#### Miejsca na podium chronologicznie
Looß nigdy nie stanął na podium indywidualnych zawodów Pucharu Świata.

### Puchar Kontynentalny

#### Miejsca w klasyfikacji generalnej
- sezon 1994/1995: 24.
- sezon 1995/1996: 8.
- sezon 1998/1999: 21.

#### Miejsca na podium chronologicznie
| Nr | Data              | Miejscowość            | Konkurencja            | Wynik zwycięzcy | Pozycja | Strata | Zwycięzca        |
| -- | ----------------- | ---------------------- | ---------------------- | --------------- | ------- | ------ | ---------------- |
| 1. | 9 grudnia 1995    | Rovaniemi              | Gundersen K90/15 km    | ?               | 3.      | ?      | Samppa Lajunen   |
| 2. | 30 listopada 1996 | Bardu                  | Gundersen K90/15 km    | ?               | 1.      | -      | -                |
| 3. | 8 stycznia 2000   | Garmisch-Partenkirchen | Gundersen K120/15 km   | ?               | 1.      | -      | -                |
| 4. | 11 lutego 2000    | Mislinja               | Sprint K90/7.5 km      | ?               | 3.      | ?      | Christoph Bieler |
| 5. | 20 stycznia 2001  | Klingenthal            | Start Masowy K90/10 km | ?               | 1.      | -      | -                |

### Letnie Grand Prix w kombinacji norweskiej

#### Miejsca w klasyfikacji generalnej
- 1998: 1.
- 1999: 13.
- 2000: 8.

#### Miejsca na podium chronologicznie
| Nr | Data             | Miejscowość | Konkurencja         | Wynik zwycięzcy | Pozycja | Strata | Zwycięzca      |
| -- | ---------------- | ----------- | ------------------- | --------------- | ------- | ------ | -------------- |
| 1. | 26 sierpnia 1998 | Wernigerode | Sprint K63/5 km     | ?               | 1.      | -      | -              |
| 2. | 28 sierpnia 1998 | Klingenthal | Gundersen K90/15 km | ?               | 1.      | -      | -              |
| 3. | 26 sierpnia 2000 | Klingenthal | Gundersen K90/15 km | ?               | 2.      | ?      | Felix Gottwald |